# 渡辺章悟
渡辺 章悟（わたなべ しょうご、1953年 - ）は、日本の仏教学者。東洋大学名誉教授。

## 略歴
1953年、群馬県多野郡吉井町（現・高崎市）生まれ。群馬県立高崎高等学校を経て、1977年に法政大学文学部哲学科を卒業し、1983年に東洋大学大学院文学研究科仏教学専攻博士課程を満期退学する。2005年に『金剛般若経の研究』で東洋大学より博士（文学）の学位を取得する。
1992年にインド・デリー大学 St. Stephan’s College哲学科客員研究員、1995年に東洋大学文学部インド哲学科助教授を経て、同大学教授に就任。その間、東京大学、国際仏教学大学院大学、早稲田大学大学院非常勤講師、大正大学総合仏教学研究所講師を歴任。
2010年　鈴木学術財団特別賞　日本印度学仏教学会
2020年　第30回　中村元東方学術賞　中村元東方研究所・インド大使館

## 著書

### 単著
- 『追善供養の仏さま十三仏信仰』（北辰堂、1989）
- 『大般若と理趣分のすべて』（北辰堂、1995）
- 『大智度論の物語〈3〉』（第三文明社、2001）
- 『金剛般若経の研究』（山喜房仏書林、2009）
- 『般若心経-テクスト・思想・文化』（大法輪閣、2009）
- 『金剛般若経の梵語資料集成』（山喜房仏書林、2009）
- 『絵解き般若心経-般若心経の文化的研究』（ノンブル社、2012）
- 『井上円了の世界旅行ー旅する創立者井上円了』（東洋大学、2014）
- 『般若経の思想』（春秋社、2019）

### 〔共〕編著
- 『梵蔵漢　法華経原典総索引』全11巻（霊友会、1985-1993）
- 『大乗経典解説事典』（北辰堂、1997）
- Index to the Saḍdharmapuṇḍarīkasūtra―Tibetan, Sanskrit（Reiyukai、1998）
- 『漢梵法華経索引』法華経原典研究会編（霊友会、2003）
- 『ブッダを知る事典』（佼成出版社、2011）
- 『東アジアにおける仏教の受容と変容ー智の解釈をめぐって』（東洋大学東洋学研究所、2014）
- 『般若経大全』（春秋社、2015）
- 『般若心経注釈集成』＜インド・チベット編＞（起心書房、2016）
- 『般若心経注釈集成』＜中国・日本編＞（起心書房、2018）
- 『『八千頌般若経』梵ー蔵・蔵ー梵対照表』（東洋大学東洋学研究所、2018）
- 監訳、グレゴリー・ショーペン著『インド大乗仏教の虚像と断片』（国書刊行会、2022）

## 参考
- 東洋大学-渡辺章悟
- 『般若心経-テクスト・思想・文化』